# محمد بنونة (قاضي)
محمد بنونة (وُلد في 29 أبريل 1943 في مراكش، المغرب) دبلوماسي ومحامي مغربي. وعمل أستاذاً في جامعة محمد الخامس، وممثلاً دائماً للمغرب في الأمم المتحدة في الفترة من 1998 إلى 2001، ثم قاضياً في المحكمة الجنائية الدولية ليوغوسلافيا السابقة. ومنذ عام 2006، أصبح قاضياً في محكمة العدل الدولية.

## حياته
درس بنونة الفقه والعلوم السياسية في جامعة نانسي وجامعة باريس حيث حاز على درجة الدكتوراة في القانون الدولي، كما تخرج من أكاديمية القانون الدولي في لاهاي عام 1970. وهو يملك عضوية في معهد القانون الدولي. وقد سبق له أن عُيِّن سفيراً وممثلاً دائماً للمغرب لدى الأمم المتحدة في الفترة الممتدة ما بين 2001 و2006، فصار بعدها قاضياً بمحكمة العدل الدولية قصد التحقيق في ملف النزاع الحدودي بين بنين والنيجر وذلك من 2002 إلى 2005، وإضافة إلى ذلك فقد كان قاضياً في المحكمة الجنائية الدولية ليوغوسلافيا السابقة خلال عامي 1998 و2001. وقبلها اشتغل في منصب المدير العام لمعهد العالم العربي بباريس، وسفيراً ممثلاً دائماً مساعداً لدى الأمم المتحدة سنتي 1985 و1989، كما عمل كأستاذ وعميد لكلية الحقوق في الرباط من 1972 إلى 1984. فضلاً عن كونه أستاذاً زائراً في العديد من الجامعات بكل من تونس، الجزائر، نيس، نيويورك، سالونيك وباريس. وفي 1976 أسس المجلة القانونية والسياسية والاقتصادية للمغرب وعمل مديراً لها.
كان مسار محمد بنونة حافلاً بالمناصب في الأمم المتحدة، إذ أنه تقلد سابقاً منصب رئيس اللجنة السادسة بالجمعية العامة للأمم المتحدة (قانون) خلال الدورة 59 للجمعية العامة للأمم المتحدة، ورئيساً لمجموعة ال77 في الأمم المتحدة في 2003، وعضواً في اللجنة العالمية لأخلاقيات المعارف العلمية والتكنولوجيا (كوميست) التابعة لليونسكو من 2002 حتى 2006، فعضواً باللجنة الدولية لأخلاقيات البيولوجيا من 1992 إلى 1998 وعضو الفريق الدولي المعني بالديمقراطية والتنمية التابع لليونسكو في الفترة 1997-2002. ومن 1992-1995 كان رئيساً للجنة الأمم المتحدة للتعويضات في جنيف، وأيضاً عضواً في لجنة القانون الدولي التابعة للأمم المتحدة بجنيف عامي 1986 و1998، ومقرراً خاصاً للجنة القانون الدولي بشأن مسألة الحماية الدبلوماسية من 1997 إلى 1998، كما كان لعدة سنوات من 1974 و1985، مستشاراً قانونياً للوفد المغربي بالعديد من دورات الجمعية العامة للأمم المتحدة وعضواً في الوفد المغربي بمؤتمر الأمم المتحدة لقانون البحار من 1974 إلى 1982.

## مؤلفاته
ألّف محمد بنونة العديد من الكتب حول القانون الدولي أهمها
- الموافقة على التدخل العسكري في النزاعات الداخلية (1974).
- القانون الدولي المتعلق بالمواد الخام.
- دروس بأكاديمية القانون الدولي في لاهاي (1982).
- القانون الدولي للتنمية (1983).
- خصوصية المغرب العربي، (مؤسسة الملك عبد العزيز (1990)).
- العقوبات الاقتصادية للأمم المتحدة وهي سلسلة دروس بأكاديمية القانون الدولي بلاهاي (2002).
- الوقاية والقانون الدولي، وهي مجموعة من الدروس تم إلقاؤها بأكاديمية القانون الدولي بشيامن في الصين، (2011) من إصدار دار النشر «لايدن-بوسطن، مارتينوس نيهوف».

## الجوائز والتكريمات
كُرِّم محمد بنونة بالعديد من الجوائز بما في ذلك الجائزة الوطنية للثقافة المغربية، وميدالية الثقافة من اليمن، ووسام جوقة الشرف في فرنسا، كما وشحه الملك محمد السادس بوسام العرش من درجة قائد عام 2014.